# Six Days, Seven Nights
Six Days, Seven Nights  es una película estadounidense de 1998, dirigida por Ivan Reitman y protagonizada por Harrison Ford y Anne Heche en los papeles principales.
Galardonada con el premio BMI 1999 (Andy Edelman), y el premio Blockbuster Entertainment 1999 (Harrison Ford)

## Argumento
Harrison Ford y Anne Heche viven una increíble aventura en una paradisíaca isla, donde encontrarán mucho más que sol y playa. Él es un piloto de un destartalado aeroplano que es contratado para otro tranquilo y fructífero vuelo entre las islas del archipiélago. Ella es una editora de revistas neoyorquina que ha planeado unas relajadas vacaciones en una maravillosa isla tropical. Sin embargo, la naturaleza alterará los planes de uno y otro cuando de forma inesperada se desata una fuerte tormenta que les obligará a aterrizar en una isla desconocida. Con el avión destrozado, una radio que no funciona y sin paciencia para aguantarse el uno al otro, nadie diría que estén preparados para vivir la agotadora y divertida aventura que no venía incluida en el folleto de vacaciones.

## Reparto
- Harrison Ford - Quinn Harris
- Anne Heche - Robin Monroe
- David Schwimmer - Frank Martin
- Jacqueline Obradors - Angelica
- Temuera Morrison - Jager
- Allison Janney - Marjorie, jefa de Robin
- Douglas Weston - Philippe Sinclair, agente de viajes
- Cliff Curtis - Kip
- Danny Trejo - Pierce
- Ben Bodé - Tom Marlowe, piloto de helicóptero
- Derek Basco - Ricky, copiloto de helicóptero
- Amy Sedaris – Secretaria de Robin

## Comentarios
Según la página de Internet Rotten Tomatoes la película recibió un 38% de comentarios positivos.
Según la página de Internet Metacritic recibió críticas mixtas, con un 51%, basado en 23 comentarios de los cuales 8 son positivos.
Recaudó en Estados Unidos, 74 millones de dólares. Sumando las recaudaciones internacionales la cifra asciende a 164 millones. Se desconoce cuál fue el presupuesto.
Seis días y siete noches salió a la venta el 6 de marzo de 2002 en España, en formato DVD. El disco contiene menús interactivos y acceso directo a escenas.